# 1997年世界女子ハンドボール選手権
1997年世界女子ハンドボール選手権はドイツで1997年に開催された第13回世界女子ハンドボール選手権である。
この大会は、準決勝の一つ、デンマーク対ロシア戦（32-22）中にスタンドでデンマーク人とドイツ人の観客の間で乱闘が勃発した悲劇的な事件でも記憶に残った。戦いはドイツ人がナイフを取り出しデンマーク人を刺すまでに発展した。別のデンマーク人の観客が介入しようとしたが、自ら刺された。デンマーク人は二人とも間もなく死亡し、ドイツ人はすぐに警察に逮捕された。警察の取り調べに対して男は刺したことを認め、酒気帯びで犯したと供述している。

## 最終順位
|    | デンマーク   |
|    | ノルウェー   |
|    | ドイツ       |
| 4  | ロシア       |
| 5  | 韓国         |
| 6  | クロアチア   |
| 7  | 北マケドニア |
| 8  | ポーランド   |
| 9  | ハンガリー   |
| 10 | フランス     |
| 11 | オーストリア |
| 12 | ルーマニア   |

| 13 | チェコ           |
| 14 | コートジボワール |
| 15 | アンゴラ         |
| 16 | ベラルーシ       |
| 17 | 日本             |
| 18 | スロベニア       |
| 19 | アルジェリア     |
| 20 | カナダ           |
| 21 | ウズベキスタン   |
| 22 | 中国             |
| 23 | ブラジル         |
| 24 | ウルグアイ       |